# Іван II Іванович Красний
Іва́н II Іва́нович Кра́сний (30 березня 1326 — 13 листопада 1359) — князь звенигородський (до 1354), московський і великий князь владимирський (1353—1359), князь новгородський (1355—1359). Походив з династії московських Калитовичів, молодшої гілки роду Юрійовичів.

## Біографія
Син Івана І Калити. За духовною грамотою Івана Калити, Іванові ІІ дісталися 23 міста й поселення, головними з яких були Звенигород і Руза. Після смерті брата Семена в Івана з'явився суперник на велике князювання владимирське — суздальський князь Костянтин Васильович. Його підтримували новгородці. Але всі їхні зусилля були марними: хан віддав ярлик Іванові. Вони не одразу примирилися з цим. Костянтин визнав Івана лише перед смертю у 1354 році.
За словами літописця, Іван був сумирним, тихим і милостивим князем. Фактично при ньому управляв країною митрополит Олексій Бяконт.
Похований в Архангельському соборі Московського Кремля.